# Hamilton O. Smith
Hamilton Othanel Smith (sinh ngày 23.8.1931) là nhà vi sinh vật học người Mỹ đã đoạt Giải Nobel Sinh lý và Y khoa năm 1978

## Cuộc đời và Sự nghiệp
Smith sinh ngày 23.8.1931 tại thành phố New York, tốt nghiệp trường University Laboratory High School of Urbana, Illinois. Sau đó ông học ở Đại học Illinois tại Urbana-Champaign, nhưng năm 1950 ông chuyển sang học ở Đại học California tại Berkeley, và đậu bằng cử nhân toán học năm 1952. Ông đậu bằng bác sĩ y khoa ở Đại học Johns Hopkins năm 1956. Năm 1975, ông đoạt được học bổng Guggenheim sang nghiên cứu ở Đại học Zürich, Thụy Sĩ.
Sau đó ông trở thành nhân vật hàng đầu trong lãnh vực genomics (bộ gen học) non trẻ, khi năm 1995 ông và đội nghiên cứu của ông ở Viện nghiên cứu bộ gen (tại Rockville, Maryland) đã tạo ra được chuỗi bộ gen vi khuẩn đầu tiên, đó là Haemophilus influenzae. Haemophilus influenza cũng chính là sinh vật mà trong đó Smith đã khám phá ra các enzyme giới hạn trong cuối thập niên 1960. Sau đó, ông đóng một vai trò then chốt trong việc tạo chuỗi nhiều bộ gen đầu tiên tại "Viện nghiên cứu bộ gen", và trong việc tạo chuỗi bộ gen người ở công ty Celera, mà ông tham gia khi nó được thành lập vào năm 1998.
Gần đây, ông đã điều khiển một đội nghiên cứu ở Viện J. Craig Venter nhắm tới việc tạo ra một loại vi khuẩn được tổng hợp một phần gọi là Mycoplasma laboratorium. Trong năm 2003 cũng nhóm này đã lắp ráp cách tổng hợp bộ gen của sinh vật ăn vi khuẩn Phi-X174. Mới đây Smith làm giám đốc khoa học ở công ty Synthetic Genomics, được Craig Venter thành lập năm 2005 để tiếp tục công trình này. Hiện nay, công ty Synthetic Genomics đang nghiên cứu để sản xuất nhiên liệu sinh học trên một quy mô công nghiệp bằng cách sử dụng tảo tái tổ hợp và các vi sinh vật khác.

## Giải thưởng
Năm 1978, Smith được trao Giải Nobel Sinh lý và Y khoa cho công trình phát hiện các enzyme giới hạn type II (chung với Werner Arber và Daniel Nathans).